# Liste der Biografien/Hao
Liste der Biografien |
Portal Biografien |
Personensuche
# |
A |
B |
C |
D |
E |
F |
G |
H |
I |
J |
K |
L |
M |
N |
O |
P |
Q |
R |
S |
T |
U |
V |
W |
X |
Y |
Z |
?
 
Ha |
Hd |
He |
Hi |
Hj |
Hk |
Hl |
Hm |
Hn |
Ho |
Hr |
Hs |
Ht |
Hu |
Hv |
Hw |
Hy
 
Haa |
Hab |
Hac |
Had |
Hae–Haf |
Hag |
Hah |
Hai |
Haj |
Hak |
Hal |
Ham |
Han |
Hao |
Hap |
Haq |
Har |
Has |
Hat |
Hau |
Hav |
Haw |
Hax |
Hay |
Haz
Die Liste der Biografien führt alle Personen auf, die in der deutschsprachigen Wikipedia einen Artikel haben. Dieses ist eine Teilliste mit 21 Einträgen von Personen, deren Namen mit den Buchstaben „Hao“ beginnt.

## Hao
- Hao Ge (* 1981), liberianischer Sprachimitator und Sänger
- Hao Jinli, Andrew (1916–2011), chinesischer Geistlicher, Bischof von Xiwanzi
- Hao, Haidong (* 1970), chinesischer Fußballspieler
- Hao, Jialu (* 1987), chinesische Degenfechterin
- Hao, Jin (* 1977), chinesischer Koch und Gastronom in München
- Hao, Jingfang (* 1984), chinesische Autorin
- Hao, Junmin (* 1987), chinesischer Fußballspieler
- Hao, Leo (* 1973), russischer Maler, Illustrator und Grafikdesigner
- Hao, Linhai (* 1953), chinesischer Politiker
- Hao, Shuai (* 1983), chinesischer Tischtennisspieler
- Hao, Shuai (* 1987), chinesische Hammerwerferin
- Hao, Ting (* 2001), chinesische Rhythmische Sportgymnastin
- Hao, Yichun (1920–2001), chinesische Paläontologin und Hochschullehrerin

### Haom
- Haomae, William (* 1960), salomonischer Politiker

### Haon
- Haond, Raymond (1926–2014), französischer Fußballspieler und -trainer

### Haos
- Haoseb, Denzil (* 1991), namibischer Fußballspieler

### Haou
- Haoud, Touriya (* 1977), niederländische Schauspielerin und Model
- Haoues, Sophia, französisch-tunesische Drehbuchautorin
- Haouissée, Auguste (1877–1948), französischer Ordensgeistlicher und erster Bischof von Shanghai
- Haoulata, Ahamada (* 1975), komorische Sprinterin
- Haouzy, Abderrahim El (* 1975), französischer Sprinter